# Войнувко (Познанський повіт)
Войнувко (пол. Wojnówko) — село в Польщі, у гміні Мурована Ґосліна Познанського повіту Великопольського воєводства.
У 1975-1998 роках село належало до Познанського воєводства.